# Emetha adriatica
Emetha adriatica là một loài chân đều trong họ Cymothoidae. Loài này được Bovallius miêu tả khoa học năm 1885.